# 中つ国の種族・人種
中つ国の種族・人種（なかつくにのしゅぞく・じんしゅ）
J・R・R・トールキンの作品世界「中つ国」に登場する種族、人種、国民、党派の一覧。
個人については中つ国の人物一覧を参照。
| 目次 | 目次 | 目次 | 目次 | 目次 | 目次 | 目次 | 目次 | 目次 | 目次 | 目次 |
| ---- | ---- | ---- | ---- | ---- | ---- | ---- | ---- | ---- | ---- | ---- |
| ア   | イ   | ウ   | エ   | オ   |      | ハ   | ヒ   | フ   | ヘ   | ホ   |
| カ   | キ   | ク   | ケ   | コ   |      | マ   | ミ   | ム   | メ   | モ   |
| サ   | シ   | ス   | セ   | ソ   |      | ヤ   |      | ユ   |      | ヨ   |
| タ   | チ   | ツ   | テ   | ト   |      | ラ   | リ   | ル   | レ   | ロ   |
| ナ   | ニ   | ヌ   | ネ   | ノ   |      | ワ   |      | ヲ   |      | ン   |

## ア
アイヌア Ainur - アヴァリ Avari - 青の魔法使い Blue Wizards - アタナターリ Atanatári - アタニ Atani - アダン Adan - 後に生まれた者 Afterborn - 後に来る者 Aftercomers - アラタール Aratar - 暗黒の地 Dark Land

## イ
イスタリ Istari - イスリン・ルイン Ithryn Luin - イルーヴァタールの子ら Children of Ilúvatar

## ウ
ヴァラール Valar - ヴァララウカール Valaraukar - ヴァリアグ Variags - ヴァンヤール Vanyar - ウーマンヤール Úmanyar - ウォーゼ Woses - ウルク＝ハイ Uruk-hai - ウルローキ Urulóki - ウンバールの海賊 Corsairs of Umbar

## エ
エオセオド Éothéod - エゼル Edhel - エダイン Edain - エルダール Eldar - エルフ Elves - エルロンドの会議 Council of Elrond - エント Ents

## オ
王党派 King's Men - 大ガラス Raven - オーク Orcs - オログ＝ハイ Olog-hai

## カ
カザード Khazâd - 褐色人 Dunlendings - カラクウェンディ Calaquendi

## ク
クウェンディ Quendi - 黒きヌーメノール人 Black Númenóreans - 黒の乗手 Black Riders

## ケ
賢人たちの会議 Council of the Wise

## コ
ゴブリン Goblins - ゴンドールの執政 Stewards of Gondor

## サ
最後の同盟 Last Alliance of Elves and Men

## シ
じゅう Oliphaunts - 小ドワーフ Petty-dwarves - シルヴァン・エルフ Silvan Elves - 白の会議 White Council - シンダール Sindar

## ス
ストゥア族 Stoors

## ツ
塚人 Barrow-wights

## テ
テレリ Teleri

## ト
東夷 Easterlings - ドゥーネダイン Dúnedain - ドゥーネダインの族長 Chieftains of the Dúnedain - トゥック家 Took - ドゥリンの一族 Durin's folk - ドルーエダイン Drúedain - ドルーグ Drûg - トロル Trolls - ドワーフ Dwarves - ドワーフの7人の父祖たち Seven Fathers of the Dwarves

## ナ
ナズグール Nazgûl - ナンドール Nandor - 南方人 Southrons

## ニ
ニビン＝ノイグ Nibin-Noeg - 人間 Men

## ヌ
ヌーメノール人 Númenóreans

## ノ
ノイギス・ニビン Noegyth Nibin - 北国人 Northmen - ノルドール Noldor

## ハ
ハーフット族 Harfoots - バギンズ Bagginses - 馬車族 Wainriders - ハドル家 House of Hador - ハラディン Haladin - ハラドリム Haradrim - バルホス Balchoth - バルログ Balrogs - ハレスの族 House of Haleth - 半エルフ Half-elven

## ヒ
ビヨルン一党 Beornings

## フ
ファラスリム Falathrim - ファルマリ Falmari - ファロハイド族 Fallohides - フーリン家 House of Húrin - フーリンの子供たち Children of Húrin - フェアノールの息子たち Sons of Fëanor - フェアントゥリ Fëanturi - フオルン Huorn - ブランディバック家 Brandybucks

## ヘ
ベオル家 House of Bëor - ベオル人 Bëorians - ペレジル Peredhil

## ホ
ホビット Hobbits

## マ
マイアール Maiar - マイズロスの連合 Union of Maedhros - 魔法使い Wizards - マンウェの大鷲 Eagles of Manwë

## ミ
三つの人間の家系 Three Houses of Men

## ム
ムマキル mûmakil

## モ
モリクウェンディ Moriquendi

## ユ
指輪の幽鬼 Ringwraith

## ラ
ライクウェンディ Laiquendi

## リ
竜 Dragons - リンダール Lindar

## ロ
ロッソス族 Lossoth - ロヒアリム Rohirrim

## ワ
ワーグ Wargs - 鷲 Eagles